# Ďurďoš
Ďurďoš je obec na Slovensku v okrese Vranov nad Topľou ležící na úpatí Ondavské vrchoviny. Žije zde 256 obyvatel.

## Poloha
Obec leží v jižní části Nízkých Beskyd ve východní části údolí řeky Toplé. Nadmořská výška mírně členitého území se pohybuje v rozmezí160 a 419 m, střed obce je ve výšce 175 m n. m. Povrch území je tvořen horninami bradlového pásma, terciérní flyš a kvartérní náplavy.
Sousedními obcemi jsou Mičakovce na severu, Kobylnice na severovýchodě, Prosačov na východě, Bystré a Hanušovce nad Topľou na jihu, Vlača na západě a Babie na severozápadě.

## Historie
První písemná zmínka o obci pochází z roku 1363, kde je uváděna jako Gurgus. Další názvy byly Gyvrges v roce 1410, Djurďaš v roce 1808, Dzurdzoš v roce 1920) a od roku 1927 Ďurďoš, maďarsky Gyöfgyö. Obec byla pravděpodobně založena podle zákupního práva v první polovině 14. století a náležela pod panství hradu Čičava, v 19. století rodu Balašovců.
V roce 1493 byla obec daněna z dvanácti port, v roce 1715 měla šest opuštěných a osm obydlených domácností. V roce 1787 žilo v 28 domech 179 obyvatel a v roce 1828 žilo 155 obyvatel v 20 domech.
Hlavním zdrojem obživy bylo zemědělství a chov dobytka.

## Církev
Řeckokatolická farnost Ďurďoš náleží pod děkanství Hanušovice nad Topľou, archeparchie prešovské.
Nachází se zde řeckokatolický chrám Nanebevstoupení Páně, jednolodní barokně klasicistní stavba postavená v roce 1781.